# 16264 Richlee
16264 Richlee è un asteroide della fascia principale. Scoperto nel 2000, presenta un'orbita caratterizzata da un semiasse maggiore pari a 2,6473711 UA e da un'eccentricità di 0,0871628, inclinata di 3,16537° rispetto all'eclittica.